# Gave d'Azun
Le gave d'Azun, ou gave d'Arrens dans sa partie amont, est un cours d'eau français du département des Hautes-Pyrénées, affluent du gave de Pau (ou gave du Lavedan).

## Hydronymie
Le terme « gave » désigne un cours d'eau dans les Pyrénées occidentales. Il s'agit d'un hydronyme préceltique désignant de manière générale un cours d'eau[réf. nécessaire]. Ce nom de gave est utilisé comme nom commun et a une très grande vitalité, presque envahissante, puisque certains cours d'eau pyrénéens ont perdu, depuis un siècle, leur nom local pour devenir « le gave de... ». 
Le gave d'Azun doit son nom au val d'Azun (vraisemblablement tiré du basque Aitz-un signifiant « lieu de rochers »).

## Géographie

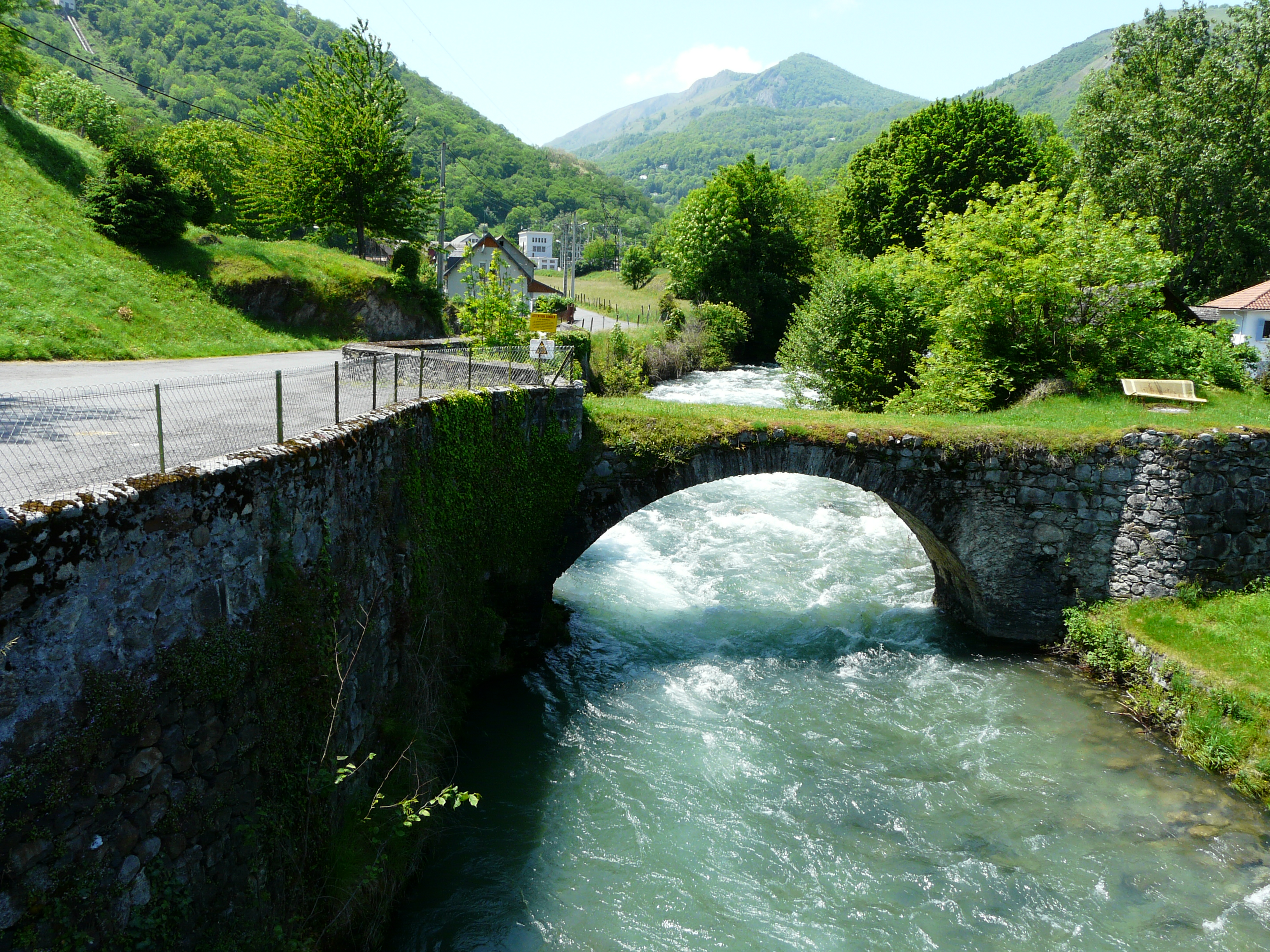
Le gave d'Azun en limite d'Argelès-Gazost et Lau-Balagnas.

Le gave d'Azun résulte de la réunion, au nord-est du village d'Arrens-Marsous, du gave d'Arrens (son cours supérieur), et de la rivière "le Laun" qui coule depuis le col de Saucède au pied du Pic de Gabizos.
Selon le Sandre, le gave d'Arrens, né vers 2 050 mètres d'altitude, est la branche-mère du gave d'Azun.
Il s'écoule d'abord au nord-nord-ouest, est retenu par un barrage qui forme le lac de Suyen, d'une superficie de 2,5 ha, puis oblique au nord-est. Un autre barrage, celui du lac du Tech, barre son cours, formant une retenue de 9,5 ha.
Les trois derniers kilomètres de son cours servent de limite naturelle aux communes qu'il borde (Arras-en-Lavedan et Argelès-Gazost, en rive gauche, et Arcizans-Avant et Lau-Balagnas, en rive droite).
Il rejoint le gave de Pau (également appelé gave du Lavedan) en rive gauche vers 420 mètres d'altitude, en limites des communes d'Argelès-Gazost et d'Ayros-Arbouix.
L'ensemble « gave d'Arrens-gave d'Azun » est long de 29,1 km pour un bassin versant de 218 km2.

### Communes et département traversés
Le parcours du gave d'Azun (et de sa branche-mère, le gave d'Arrens) s'effectue entièrement à l'intérieur du département des Hautes-Pyrénées. Il arrose dix communes, soit d'amont vers l'aval :
- Arrens-Marsous (source)
- Aucun,
- Gaillagos,
- Bun,
- Arcizans-Dessus,
- Arras-en-Lavedan,
- Arcizans-Avant,
- Argelès-Gazost (confluence),
- Lau-Balagnas,
- Ayros-Arbouix (confluence).

## Affluents
Parmi les 42 affluents répertoriés par le Sandre pour le gave d'Arrens ou le gave d'Azun, les plus longs sont, d'amont vers l'aval :
- l'Arriougrand, 4,5 km[7], est retenu dans le lac de barrage de Migouélou d'une superficie de 49 ha[8] et conflue en rive gauche ;
- le ruisseau de la Lie, 5,1 km[9], naît au nord du pic des Tourettes, traverse le lac de Pouey Laün d'une superficie de 5,8 ha[10] et conflue en rive gauche dans la retenue du barrage du Tech ;
- le ruisseau de Labas, 5,8 km[11], naît au lac d'Ausseilla et conflue en rive gauche, également dans la retenue du barrage du Tech ;
- le Laün, ou ruisseau de las Touergues dans sa partie amont, 6,8 km[12], naît sur les pentes nord-est du pic de Gabizos et conflue en rive gauche en amont du village d'Arrens-Marsous ;
- le gave d'Estaing, ou gave de Labat de Bun dans sa partie amont, son principal affluent avec 18,2 km[13], naît au-dessus du lac de Liantran, traverse le lac de Plaa de Prat puis le lac d'Estaing d'une superficie de 11,1 ha[14]. Il conflue en rive droite sur la commune de Bun ;
- le ruisseau du Gabarret, 4,4 km[15], en provenance de Pierrefitte-Nestalas, longe le gave de Pau et rejoint le gave d'Azun en rive droite, une centaine de mètres avant que ce dernier ne se jette dans le gave de Pau.

## Hydrologie
Le débit du gave d'Azun a été observé sur une période de 50 ans (1960-2009), à la station hydrologique d'Arras-en-Lavedan, au lieu-dit Nouaux, quelques centaines de mètres en aval de sa confluence avec le gave d'Estaing. À cet endroit, le bassin versant représente 191 km2, soit 88 % de celui du cours d'eau.
Le module y est de 7,93 m3/s. 
Le gave d'Azun présente des fluctuations saisonnières de débit, avec une période de hautes eaux caractérisée par un débit mensuel moyen évoluant dans une fourchette de 9,25 à 15,40 m3/s, d'avril à juillet inclus (avec un maximum en juin). La période des basses eaux a lieu d'août à mars, avec une baisse du débit moyen mensuel allant jusqu'à 4,28 m3 au mois de septembre. Cependant ces chiffres ne sont que des moyennes et les fluctuations de débit peuvent être plus importantes selon les années et sur des périodes plus courtes. 
À l'étiage le VCN3 peut chuter jusque 0,65 m3/s, soit 650 litres par seconde, en cas de période quinquennale sèche.
Les crues peuvent cependant s'avérer importantes. Les QJX 2 et QJX 5 valent respectivement 25 et 33 m3/s. Le QJX 10 est de 38 m3/s, le QJX 20 de 43 m3/s, tandis que le QJX 50 se monte à 49 m3/s.
Le débit journalier maximal enregistré à la station d'Arras-en-Lavedan durant cette période a été de 64,7 m3/s le 1er décembre 1996. Si l'on compare cette valeur à l'échelle des QJX de la rivière, cette crue était largement supérieure au QJX 50, donc exceptionnelle.
Au total, le gave d'Azun est un cours d'eau abondant. La lame d'eau écoulée dans son bassin versant est de 1 311 millimètres annuellement, ce qui est très supérieur à la moyenne de la France entière tous bassins confondus (320 millimètres). Le débit spécifique du gave d'Azun (ou Qsp) atteint ainsi à Arras-en-Lavedan le chiffre de 41,5 litres par seconde et par kilomètre carré de bassin.

## Monuments ou sites remarquables à proximité
- La chapelle de Pouey Laün à Arrens-Marsous, classée au titre des monuments historiques depuis 1954[17]
- L'église Saint-Pierre d'Arrens, inscrite au titre des monuments historiques en 1941 puis 1989[18]
- L'église Saint-Félix d'Aucun, classée au titre des monuments historiques en 1922[19]
- La Tour d'Aucun, classée au titre des monuments historiques en 1942[20]
- L'église d'Arras-en-Lavedan, inscrite au titre des monuments historiques en 1979[21]
- Le château d'Ourout, à Argelès-Gazost, inscrit au titre des monuments historiques en 1995[22]
- L'église Saint-Martin d'Arcizans-Avant, inscrite au titre des monuments historiques en 1979[23]

## Protection environnementale
Le Gave fait partie d'une zone naturelle protégée, classée ZNIEFF de type 1.